# Bernhard Grothe
Bernhard Grothe (* 3. Juni 1923; † 4. Januar 1978) war ein deutscher Architekt. Er prägte die Architektur der Nachkriegszeit im Saarland.

## Leben
Grothe besuchte von 1933 bis 1942 das Ludwigsgymnasium in Saarbrücken. Nach dem Abitur wurde er 1942 zum Kriegsdienst eingezogen. Mehrfach wurde er verwundet und geriet schließlich in amerikanische Kriegsgefangenschaft. Ab 1946 studierte er Architektur in Stuttgart und schloss 1951 sein Studium mit Diplom ab. Ab 1952 war er zunächst Mitarbeiter im Büro von Albert Dietz, dann Teilhaber des gemeinsamen Büros Dietz-Grothe. Ab 1964 begann er eine Mitarbeit in der neu gegründeten Firma Camus-Dietsch, die später er in die „Camus-Planung GmbH“ und im Jahr 1970 in „Incopa, Gesellschaft für Bauplanung und internationale Cooperation mbH“ umbenannt wurde. Nach 1971 arbeitete er häufig mit Walter Schrempf zusammen.

## Bedeutung
Bernhard Grothe und Albert Dietz gelten als bedeutende Architekten im französisch-saarländischen Grenzgebiet. Sie prägten den Wiederaufbau des Saarlandes mit zahlreichen Sakral- und Profanbauten.

## Preise
- 1969: Preis des BDA für das Schwarzenbergbad, Saarbrücken[1]
- 1973: Preis des BDA für Hörsaalgebäude, Universität des Saarlandes, Saarbrücken[1]

## Werke
Zu den zahlreichen errichteten Gebäuden gehören:

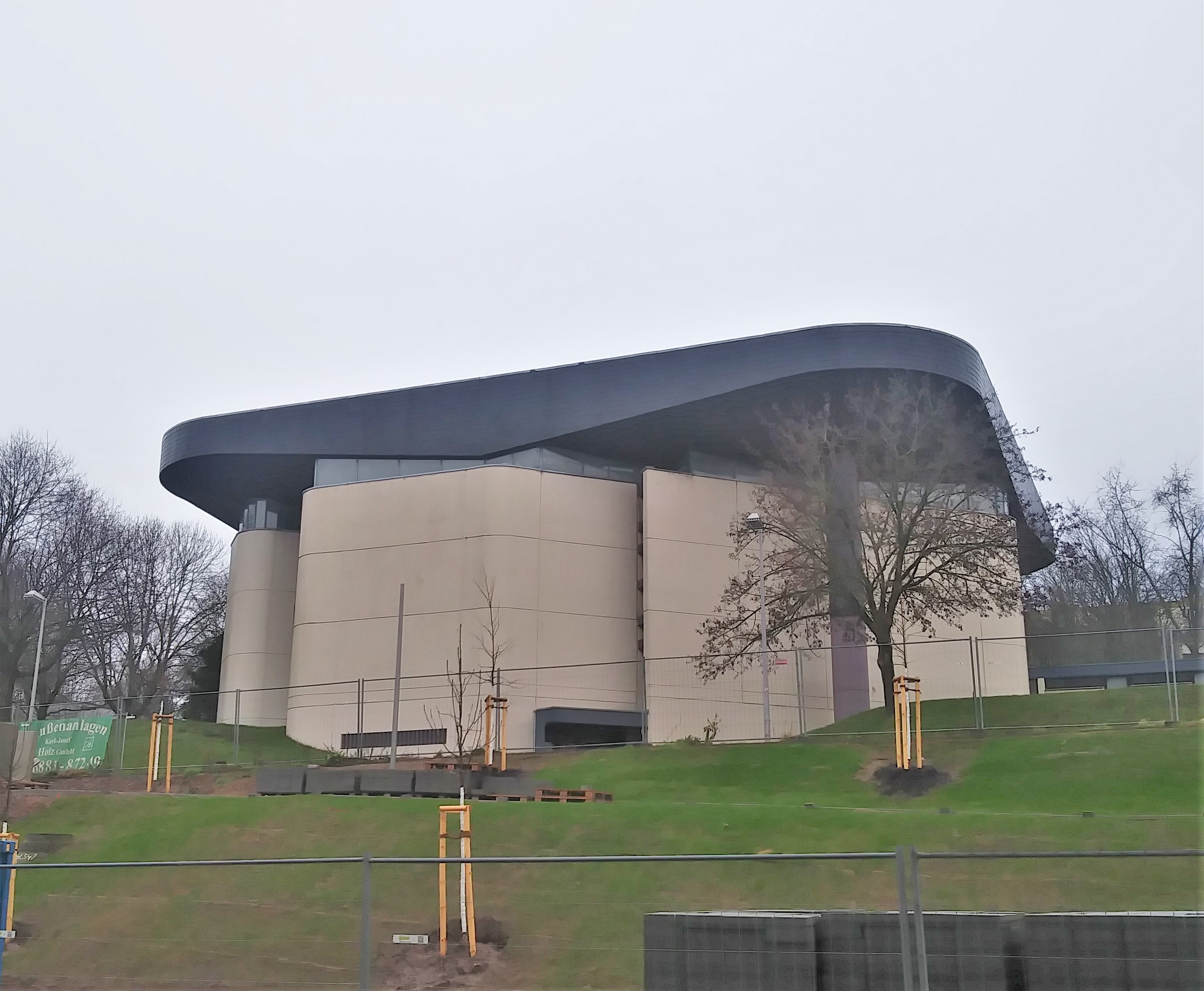
St. Augustinus in Saarbrücken

- 1955–56: katholische Pfarrkirche St. Mauritius, Saarbrücken
- 1958: Kriegergedächtniskapelle Kleinblittersdorf
- 1958–60: katholische Pfarrkirche St. Johannes, Neunkirchen-Wellesweiler (2009 abgerissen)
- 1959: Saarländische Investitionskreditbank, Saarbrücken, (heute „Haus der Caritas“)
- 1959: Schwarzenbergbad, Saarbrücken
- 1959–63: neue katholische Pfarrkirche St. Augustinus, Eppelborn
- 1959–64: Rechts- und Wirtschaftswissenschaftliche Fakultät mit Auditorium Maximum, Nebengebäude und gestalteter Freiterrasse, Universität des Saarlandes, Saarbrücken (mit Rolf Heinz Lamour)
- 1960: Haupteingangsgebäude und Lesepavillon; Pavillon Café Rosengarten, Deutsch-Französischer Garten, Saarbrücken (2002 abgebrochen)
- 1960–64: katholische Filialkirche St. Martin, Fechingen (profaniert)
- 1961–63: katholische Pfarrkirche St. Pius, Saarbrücken
- 1962–63: katholische Pfarrkirche St. Wolfgang, Bad Kreuznach
- 1965–67: Zentralkasse Saarländischer Genossenschaften, Saarbrücken (aktuell LBS Saar)
- 1966: Realgymnasium Dudweiler (heute Landesinstitut für Pädagogik und Medien)
- 1967: Bank für Gemeinwirtschaft, Saarbrücken (mit einem Architekten Heil)
- 1967–68: katholisches Pfarrzentrum mit Kirche St. Thomas Morus, Saarbrücken
- 1967–70: katholische Pfarrkirche Kreuzerhöhung, Primstal
- 1968–71: katholische Filialkirche St. Elisabeth, Riegelsberg (2011 profaniert, abgerissen)
- 1965 und 1970–73: katholisches Pfarrzentrum mit Pfarrkirche St. Augustinus, Saarbrücken
- 1970–72: evangelisches Gemeindezentrum, Klarenthal
- 1971/72: Wohnanlage Schlesierweg, Neunkirchen/Saar (mit Peter Lüth und Rudolf Birtel)
- 1973: evangelisches Gemeindezentrum, Brebach
- 1974/75: Erweiterungsbau Zentralkasse Saarländischer Genossenschaften, Saarbrücken (aktuell LBS Saar)